# 阿纳亚
阿纳亚（西班牙語：Anaya）是西班牙卡斯蒂利亚-莱昂塞戈维亚省的一个市镇。 总面积15平方公里，总人口132人（2001年），人口密度9人/平方公里。